# Joseph Jaquet

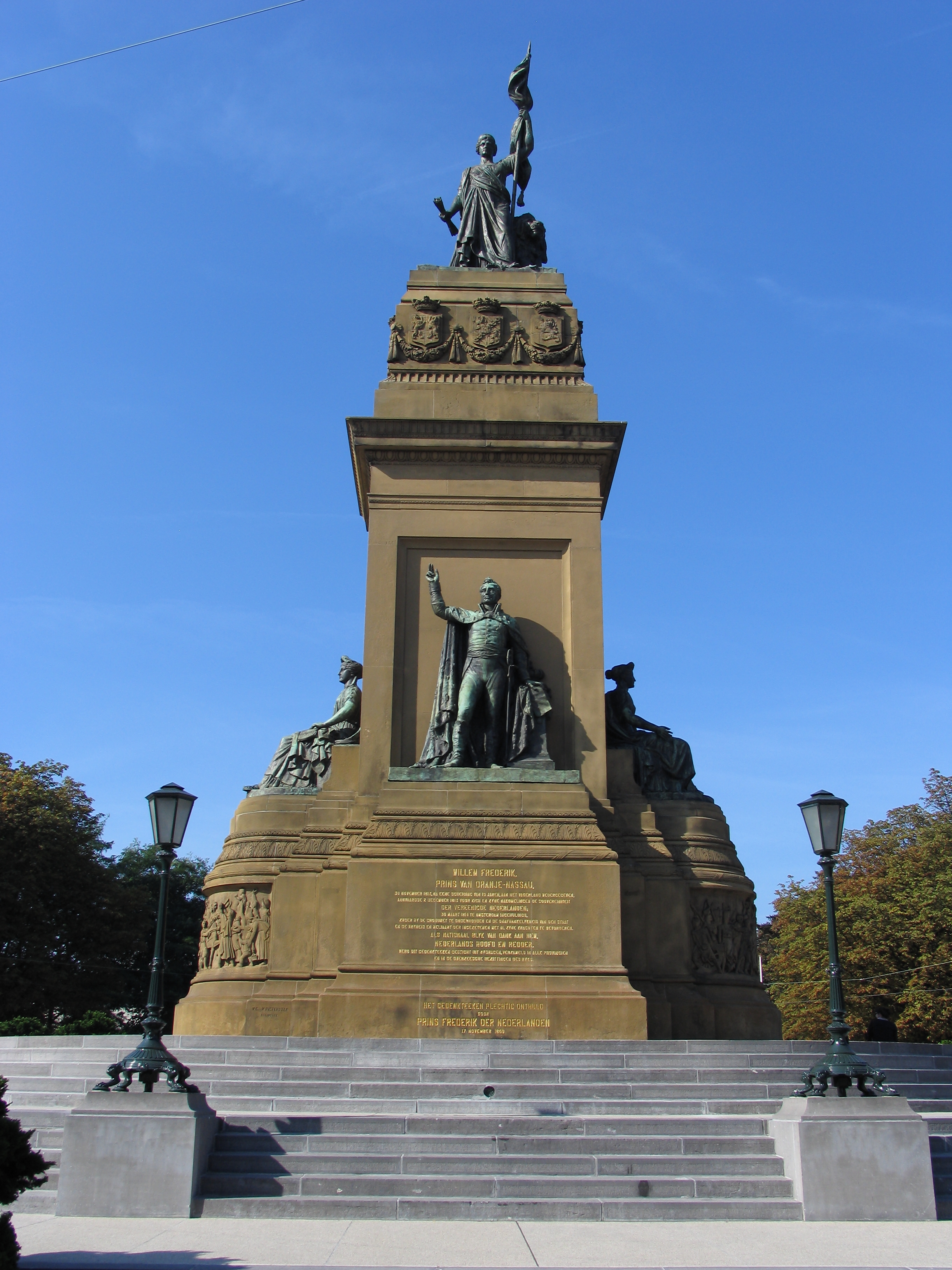
Monument av Joseph Jaquet.

Joseph Jaquet, född den 30 januari 1822  i Antwerpen, död den 9 juni 1898 i Schaerbeek, var en belgisk skulptör.
Jaquet var en av Charles Samuels lärare. Schaerbeeks kommun har uppkallat en gata efter honom.